# Kanal Mechedovo-Grabovskij
Kanal Mechedovo-Grabovskij (ryska: Канал Мехедово-Грабовский) är en kanal i Belarus.   Den ligger i voblasten Homels voblast, i den centrala delen av landet, 200 km söder om huvudstaden Minsk.
I omgivningarna runt Kanal Mechedovo-Grabovskij växer i huvudsak blandskog. Runt Kanal Mechedovo-Grabovskij är det glesbefolkat, med 14 invånare per kvadratkilometer.